# Edward Sheldon
Edward Brewster Sheldon, född den 4 februari 1886 i Chicago, död den 1 april 1946 i New York, var en amerikansk skådespelsförfattare.
Sheldon studerade vid Harvard. Bland hans skådespel märks Salvation Nell (1908), The Nigger (1909), The Boss och The Princers Zim-Zim (1911), Egypt och The High Road (1912), Romance (1913) samt The Song of Songs och Paradise (1914).